# Mohammed Rabiu
Mohammed Rabiu Al-Hassank (Accra, 1989. december 31.)  ghánai válogatott labdarúgó, aki jelenleg a Kubany Krasznodar játékosa.

## Sikerei, díjai

### Klub
- Évian
  - Ligue 2: 2010-11

### Válogatott
- Ghána U20
  - U20-as labdarúgó-világbajnokság: 2009

## Külső hivatkozások
- Mohammed Rabiu Soccerway
- Mohammed Rabiu Transfermarkt